# Meioceras
Meioceras is een geslacht van weekdieren uit de klasse van de Gastropoda (slakken).

## Soorten
- Meioceras boucheti Pizzini & Raines, 2011
- Meioceras cornucopiae Carpenter, 1859
- Meioceras cubitatum de Folin, 1868
- Meioceras kajiyamai Habe, 1963
- Meioceras legumen (Hedley, 1899)
- Meioceras nitidum (Stimpson, 1851)
- Meioceras rhinoceros Pizzini, Raines & Vannozzi, 2013
- Meioceras sandwichense de Folin, 1881
- Meioceras tumidissimum de Folin, 1869